# Angelika Niescier
Angelika Niescier (Stettin, 1970) is een uit Polen afkomstige Duitse jazzsaxofoniste en orkestleidster.

## Biografie
In 1981 emigreerde Niescier naar Duitsland. Van 1994 tot 1998 studeerde ze aan de Folkwanghochschule Essen. In 2000 formeerde ze haar kwartet Angelika Niescier-sublim, waarmee ze drie gerespecteerde cd's inspeelde. Sindsdien speelt ze op podia in het binnen- en buitenland, geproduceerd voor radio en televisie (o.a. WDR, Radio Bremen, Bayerischer Rundfunk) en toerde ze in 2007 in opdracht van het Goethe-instituut door Centraal-Azië en Zuid-Korea. Ze speelde solo- en duoprogramma's (o.a. met Julia Hülsmann en André Nendza), maar was ook vertegenwoordigd in andere jazzprojecten zoals bij Tom Lorenz, Laia Genc, Rupert Stamm en in Ali Haurands European Jazz Ensemble. In 2010 en 2011 was ze op een tournee in het Midden-Oosten met haar German Women Jazz Orchestra. Ze speelde verder met Joachim Kühn, Ramesh Shotham, Achim Kaufmann, Tyshawn Sorey, Ulrike Haage, Soo Jung Kae, Thomas Morgan, Gerd Dudek, Hans Lüdemann, Peter Herbert en Mehdi Haddab. 
Niescier hield zich veel bezig met interdisciplinaire samenwerking met schrijvers en beeldende kunstenaars (o.a. als Konzert des Deutschen Musikrates in januari 2003). Als componiste schrijft ze ook composities in opdracht voor o.a. theatermuziek, modern danstheater, koor- en orkestwerken en filmmuziek (Drei Frauen, drei Wünsche, ein Jahr).
Via een compositieopdracht voor het Zuid-Tirools jazzfestival Alto Adige ontstond in 2012 een verder trio met Simone Zanchini (accordeon) en Stefano Senni (contrabas), dat zowel toerde door clubs en festival als ook een album opnam.
Tot de actuele bezetting (2019) van Angelika Niesciers-sublim behoren Angelika Niescier (saxofoon), Florian Weber (piano), Matthias Akeo Nowak (contrabas) en Christoph Hillmann (drums). Met Weber is ze ook te horen in haar NYC Five met de trompettist Ralph Alessi en in de ritmegroep van Eric Reves en Gerald Cleaver.

## Onderscheidingen
In 1998 kreeg ze de aanmoedigingsprijs voor muziek van de stad Düsseldorf. In 2003 werd ze onderscheiden met de aanmoedigingsprijs voor muziek van Noordrijn-Westfalen. In 2008 had ze opgetreden als Improvisor in Residence tijdens het Moers Festival en heeft ze een jaar lang het culturele leven in Moers verrijkt. Verder kreeg ze aanmoedigingsbeurzen en –middelen van de Landesmusikrat NRW en het ministerie van cultuur van het land. Voor het album sublim III kreeg ze in augustus 2009 de kwartaalprijs van de Duitse platenkritiek en in mei 2010 de ECHO Jazz in de categorie «Newcomer des Jahres national». In 2013 werd ze in het Grillo-theater in Essen onderscheiden met de 16e Jazz Pott. Haar album met Florian Weber en de NYC Five kreeg in 2016 de kwartaalprijs van de Duitse platenkritiek. In 2017 werd Niescier onderscheiden met de Albert Mangelsdorff-prijs (Deutscher Jazzpreis).

## Discografie
- 2000:	Holzlinienspiel	crecyclemusic -	Duo Niescier / Nendza (crecyclemusic)
- 2002:	sublim (shaa-music)
- 2004:	sublim II (shaa-music)
- 2007:	The Poetry Of Rhythm - Duo Niescier / Nendza feat kaj:kaj, das Streichquartett (Jazzsick)
- 2008:	Komponiert in Deutschland 08 - Edition Filmmusik (normal records)
- 2009:	sublim III (Enja Records)
- 2011:	Quite Simply - Angelika Niescier, Thomas Morgan, Tyshawn Sorey (Enja Records)
- 2012:	MiND GAMeS - Denman Maroney, James Ilgenfritz, Angelika Niescier, Andrew Drury (OutNow - Recordings)
- 2015:	NOW - Angelika Niescier, Simone Zanchini, Stefano Senni (blue pearls music)
- 2015:	BROKEN CYCLE - Angelika Niescier, Hilmar Jensson, Scott McLemore (Sunny Sky Records)
- 2016:	NYC FIVE - Ralph Alessi, Angelika Niescier, Florian Weber, Chris Tordini, Tyshawn Sorey (Intakt Records)
- 2018:	The Berlin Concert - Angelika Niescier, Chris Tordini, Tyshawn Sorey (Intakt Records)
- 2019:	New York Trio - Angelika Niescier, Chris Tordini, Gerald Cleaver, feat. Jonathan Finlayson (Intakt Records)
- 2019:	Jazz at Berlin Philharmonic IX: Pannonica - Iiro Rantala, Dan Berglund, Anton Eger, Angelika Niescier, Ernie Watts, Charenée Wade (ACT)

- Bibliothèque nationale de France: cb161949056 (data)
- Gemeinsame Normdatei: 13388841X
- International Standard Name Identifier: 0000 0000 7779 3783
- Library of Congress Control Number: no2015132248
- MusicBrainz: 71943347-1c17-4538-863b-270f1671d713
- Système universitaire de documentation: 24413376X
- Virtual International Authority File: 43040098
- WorldCat: E39PBJwMxfCbyTFR3CWjHty8G3